# Daniel Eich
Daniel Eich (2 de abril de 2000) es un deportista suizo que compite en judo. Ganó una medalla de bronce en el Campeonato Europeo de Judo de 2022, en la categoría de –100 kg.

## Palmarés internacional
| Campeonato Europeo | Campeonato Europeo | Campeonato Europeo | Campeonato Europeo |
| Año                | Lugar              | Medalla            | Categoría          |
| ------------------ | ------------------ | ------------------ | ------------------ |
| 2022               | Sofía (Bulgaria)   | Medalla de bronce  | –100 kg            |